# Playing the Angel
Playing the Angel è l'undicesimo album in studio del gruppo musicale britannico Depeche Mode, pubblicato il 17 ottobre 2005 dalla Mute Records.

## Descrizione
L'album ha segnato il debutto del frontman Dave Gahan in qualità di autore e compositore per alcuni brani (pur coadiuvato dal batterista Christian Eigner e dal produttore Andrew Phillpott): Suffer Well, I Want It All e Nothing's Impossible sono sue creazioni, mentre i brani restanti sono opera di Martin Gore.
I testi richiamano i temi degli angeli e dei demoni; dell'inferno e del paradiso; di una lotta tra bene e male. Tale filosofia dell'album è anche dovuta alla particolare situazione di Gore, in via di separazione dalla consorte. Il titolo dell'album è una frase ascoltabile nel brano conclusivo The Darkest Star, così come la parola angel appare in John the Revelator, Suffer Well e Precious.
Il mastering dell'album è stato creato seguendo i criteri della loudness war, sacrificandone la gamma dinamica per aumentare il volume medio complessivo ai massimi livelli.

## Promozione
L'uscita di Playing the Angel è stata anticipata dal singolo Precious, diffuso negli Stati Uniti d'America verso la fine di agosto 2005 e successivamente nel Regno Unito e nel resto del mondo a partire dal 3 ottobre dello stesso anno. Altri singoli estratti sono stati A Pain That I'm Used To (dicembre 2005), Suffer Well (febbraio 2006), The Darkest Star (aprile 2006) e il doppio singolo John the Revelator/Lilian (giugno 2006).
Per promuovere l'album, il gruppo ha inoltre intrapreso il Touring the Angel, partito il 25 ottobre 2005 dalla Bowery Ballroom di New York, e conclusosi il 1º agosto 2006 al Terra Vibe di Atene. Dalle due date tenute a Milano è stato tratto l'album video Touring the Angel: Live in Milan, uscito nel 2006.

## Tracce
Testi e musiche di Martin L. Gore, eccetto dove indicato.
1. A Pain That I'm Used To – 4:11
2. John the Revelator – 3:41
3. Suffer Well – 3:49 (Dave Gahan, Christian Eigner, Andrew Phillpott)
4. The Sinner in Me – 4:55
5. Precious – 4:10
6. Macro – 4:02
7. I Want It All – 6:09 (Dave Gahan, Christian Eigner, Andrew Phillpott)
8. Nothing's Impossible – 4:21 (Dave Gahan, Christian Eigner, Andrew Phillpott)
9. Introspectre – 1:42
10. Damaged People – 3:27
11. Lilian – 4:44
12. The Darkest Star – 6:38

Tracce bonus nell'edizione giapponese
1. Free – 5:13
2. Precious (Video) – 4:12

Tracce bonus nell'edizione di iTunes
1. Waiting for the Night (Bare) – 4:20
2. Precious (Video) – 4:12

DVD bonus nell'edizione deluxe
1. Playing the Angel (in 5.1 and Stereo) – 52:44
2. Making the Angel – 8:25
3. Precious (Video) – 4:04
4. Clean (Bare) – 3:45
5. Photo Gallery

## Formazione
Hanno partecipato alle registrazioni, secondo le note di copertina:
Gruppo
- Andy Fletcher – strumentazione
- Dave Gahan – voce
- Martin Gore – strumentazione, voce, voce principale (tracce 6 e 10)

Altri musicisti
- Dave McCracken – programmazione, pianoforte (traccia 7)
- Richard Morris – programmazione
- Christian Eigner – programmazione originale (tracce 3, 7 e 8)
- Andrew Phillpott – programmazione originale (tracce 3, 7 e 8)

Produzione
- Ben Hillier – produzione
- Steve Fitzmaurice – missaggio
- Nick Sevilla – assistenza alla registrazione (Sound Design)
- Arjun Agerwala – assistenza alla registrazione (Stratosphere Sound)
- Rudyard Lee Curris – assistenza alla registrazione (Stratosphere Sound)
- Devin Workman – assistenza alla registrazione e al missaggio (Whitfield Street Studios)
- Kt Rangnick – assistenza alla registrazione e al missaggio (Whitfield Street Studios)
- Emily Lazar – mastering
- Sarah Register – assistenza al mastering
- Anton Corbijn – direzione artistica, fotografia, copertina
- Four5one.com – design

## Classifiche
| Classifica (2005)              | Posizione massima |
| ------------------------------ | ----------------- |
| Australia                      | 45                |
| Austria                        | 1                 |
| Belgio (Fiandre)               | 4                 |
| Belgio (Vallonia)              | 1                 |
| Canada                         | 3                 |
| Danimarca                      | 1                 |
| Europa                         | 1                 |
| Finlandia                      | 1                 |
| Francia                        | 1                 |
| Germania                       | 1                 |
| Grecia                         | 4                 |
| Italia                         | 1                 |
| Messico                        | 3                 |
| Norvegia                       | 1                 |
| Paesi Bassi                    | 11                |
| Polonia                        | 1                 |
| Portogallo                     | 1                 |
| Regno Unito                    | 6                 |
| Spagna                         | 2                 |
| Stati Uniti                    | 7                 |
| Stati Uniti (dance/electronic) | 1                 |
| Svezia                         | 1                 |
| Svizzera                       | 1                 |
| Ungheria                       | 1                 |